# Arklow
Arklow (iriska: An tInbhear Mór) är en stad i grevskapet Wicklow i republiken Irland. Staden hade 13 163 invånare (2016). Den är historiskt känd och grundades av vikingarna. Arklow var platsen för ett av de blodigaste slagen under irländska upproret 1798.
Det engelska namnet på staden kommer av Arknell's Lág (Arknell var namnet på en vikinghövding, en lág (low) var ett markområde). Det iriska namnet, An tInbhear Mór (eller Inbhear Mór), betyder "det stora estuariet". Utgrävningar från vikingatiden i detta område finns nu att skåda i Irlands nationalmuseum i Dublin.
Arklow ligger vid floden Avoca, den längsta floden i grevskapet Wicklow. Historiskt sett var staden en stor sjöfartsstad, där både stora fartyg och fiskebåtar använde hamnen och skeppsbyggnad var den ledande industrin.
Stenbron Nineteen Arches Bridge sammanbinder den södra (huvuddelen) delen av staden med den norra. Den norra delen kallas Ferrybank.